# Toca bossanova
Espèce
Toca bossanova est une espèce d'araignées aranéomorphes de la famille des Ctenidae.

## Distribution
Cette espèce est endémique de l'État de Rio de Janeiro au Brésil,.

## Description
Le mâle holotype mesure 3,40 mm et la femelle paratype mesure 4,40 mm.

## Publication originale
- Polotow & Brescovit, 2009 : Description of Toca, a new neotropical spider genus (Araneae, Ctenidae, Calocteninae). Journal of Arachnology, vol. 37, p. 243-245 (texte intégral).